# 有田町立有田中部小学校
有田町立有田中部小学校（ありたちょうりつありたちゅうぶしょうがっこう）は、佐賀県西松浦郡有田町本町にある公立小学校。

## 概要
有田焼の産地として知られる有田町にある。2021年度の児童数は499名（特別支援学級の27名を含む）。焼き物作りを体験できる洗心館という施設がある。

## 沿革
創立は1873年（明治6年）。1951年（昭和26年）に火災で校舎が全焼した後、1952年（昭和27年）現在地（原宿）に移転を完了。1954年（昭和29年）に現校名に改称した。現在の校舎は2003年（平成15年）に建設された。2023年（令和5年）、創立150周年を迎えた。
前史
- 1872年（明治5年）10月 - 善福院（民家）に私立学校が設立される。

本史
- 1873年（明治6年）- 校舎が完成し、「外尾小学校」（外尾の読みは「ほかお」）と称する。
- 1875年（明治8年）
  - 4月 - 「中等外尾小学校」に改称。
  - 7月 - 大野に分校を設置。
- 1876年（明治9年）- 大野分校を廃止。
- 1877年（明治10年）- 戸矢と黒牟田に分校を設置。後に分教場とする。
- 1886年（明治19年）- 小学校令の施行により、尋常科（修業年限4年）を設置の上、「尋常外尾小学校」に改称。
- 1889年（明治22年）- 黒牟田分教場を廃止。
- 1890年（明治23年）- 校舎を新築。この年の5月に戸矢分教場を廃止。
- 1892年（明治25年）4月 - 「外尾尋常小学校」に改称。
- 1899年（明治32年）9月 - 古木場に1・2年生対象の徳成分教場を設置。
- 1901年（明治34年）4月 - 高等科を設置の上、「外尾尋常高等小学校」に改称（尋常科4年・高等科2年）。徳成分教場を古木場分教場に改称。
- 1903年（明治36年）5月 - 高等科の修業年限を2年から4年に延長（尋常科4年・高等科4年）。
- 1908年（明治41年）4月 - 改正小学校令により、義務教育年限（尋常科の修業年限）が4年から6年に延長される（尋常科6年・高等科2年）
- 1921年（大正10年）1月 - 外尾実業補習学校が併設され、開校。
- 1926年（大正15年）
  - 7月 - 青年訓練所が併設される。
  - 11月 - 木造新校舎（4棟25教室）が完成。
- 1928年（昭和3年）3月 - 実業補習学校と青年訓練所が小学校高等科と統合の上、外尾公民学校となる。そのため、「外尾尋常小学校」に改称。
- 1933年（昭和8年）6月 - 火災により、校舎2棟を焼失。
- 1934年（昭和9年）5月 - 木造新校舎が完成。
- 1935年（昭和10年）
  - 1月 - 学校給食を開始。外尾少年消防隊を結成。
  - 4月 - 青年学校令の施行により、外尾公民学校が有田村実業青年学校となる。
- 1940年（昭和15年）- 50m水泳場が完成。
- 1941年（昭和16年）4月 - 国民学校令の施行により、「有田村外尾国民学校」に改称。尋常科を初等科に改める（初等科6年）。
- 1942年（昭和17年）- 金属製の二宮尊徳像を戦争のため供出する。
- 1944年（昭和19年）- 石造りの二宮尊徳造を設置。
- 1947年（昭和22年）
  - 1月 - 有田村が町政施行のため、東有田町となったため、「東有田国民学校」に改称。
  - 4月1日 - 学制改革（六・三制）が行われる。
    - 国民学校初等科が改組され、「東有田町立東有田小学校」となる。
    - 国民学校高等科が青年学校普通科と改組され、新制中学校 東有田町立東有田中学校が発足。当面の間、小学校に併設される。

  - 11月 - 学校給食を再開。
- 1949年（昭和24年）4月 - 東有田中学校が有田中学校と統合される（有田町東有田町組合立有田中学校）。
  - 中学校の統合校舎が完成するまで、小学校校舎の使用は継続された。
- 1950年（昭和25年）3月 - 中学校による小学校校舎の使用が終了。
- 1951年（昭和26年）1月 - 火災により、校舎を焼失。
- 1952年（昭和27年）- 新校舎が完成。
- 1954年（昭和29年）4月1日 - 有田町と東有田町の合併により「有田町立有田中部小学校」（現校名）に改称。
- 1956年（昭和31年）1月1日 - 西有田村の分村により、校区が改定され、西有田村立曲川小学校から南川良地区の児童が転入。
- 1958年（昭和33年）
  - 4月 - 2階建て校舎を増築し、洗心館と称する。
  - 9月 - 完全給食を実施。
- 1960年（昭和35年）8月 - 25mプールが完成。
- 1961年（昭和36年）7月 - 低学年用小プールが完成。
- 1962年（昭和37年）5月 - 体育館兼講堂が完成。
- 1964年（昭和39年）2月1日 - 校歌を制定。
- 1967年（昭和42年）- 裏門が完成。
- 1974年（昭和49年）2月 - 創立100周年記念式典を挙行。
- 1978年（昭和53年）3月 - プレハブ教室を設置。
- 2003年（平成15年）- 鉄筋コンクリート造の新校舎が完成。

## 教育方針
自ら気付き 人との関わりの中で自分らしさを発揮しながら 課題解決に向かう 児童の育成（2021年度）

## 通学区域
境野（さかいの）、古木場（ふるこば）、戸矢（とや）、大野（おおの）、桑古場（くわこば）、本町（ほんまち）、戸杓（としゃく）、外尾町（ほかおまち）、外尾山（ほかおやま）、丸尾（まるお）、赤坂（あかさか）、黒牟田（くろむた）、応法（おうぼう）、南原（なんばる）、南山（なんざん）

## 進学先中学校
- 有田町立有田中学校

## 校区内の主な施設
- 有田町文化体育館
- 佐賀県立九州陶磁文化館
- 有田町東図書館（有田町生涯学習センター内）

## 交通
- JR佐世保線有田駅から徒歩約4分、車で約2分（350 ｍ）
- 有田町コミュニティバス 中部小学校北バス停下車
- 西九州自動車道波佐見有田インターチェンジから車で約7分（4.1 km）

## 参考資料
- 「有田町史 政治・社会編Ⅱ」（有田町史編纂委員会, 1986年（昭和61年）6月30日発行）
- 「有田町史 索引・年表編」（有田町史編纂委員会, 1988年（昭和63年）8月31日発行）
- 「ありがとう そして さようなら 校舎 - 有田中部小学校 創立130周年記念誌アルバム - 」（有田中部小学校 創立130周年記念事業実行委員会, 2003年（平成15年）10月1日発行）